# Silnik lotniczy tłokowy

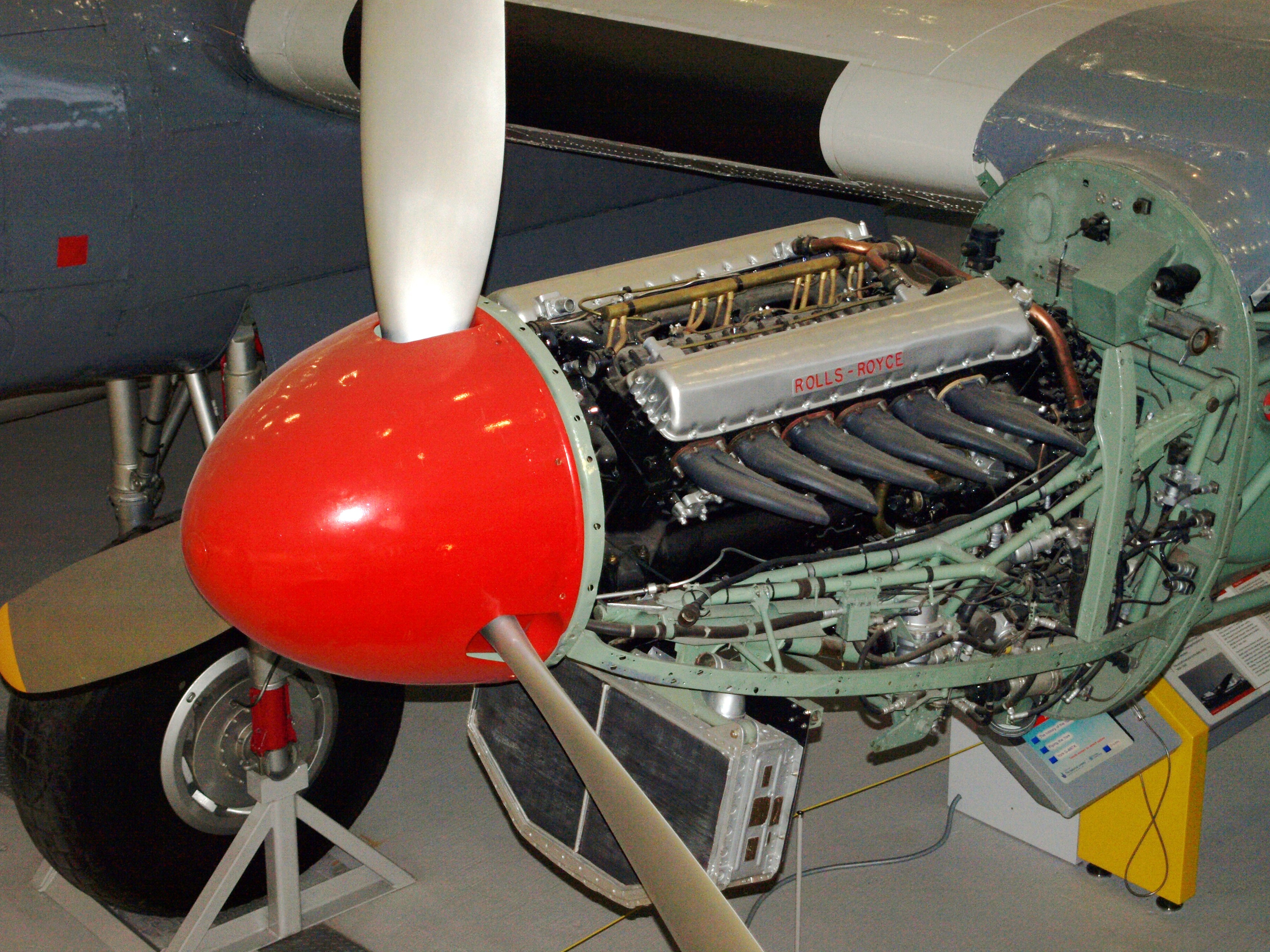
silnik widlasty (12 cylindrów, Rolls-Royce Merlin z samolotu Avro York)

Lotniczy silnik tłokowy – silnik tłokowy, który konstrukcyjnie jest przystosowany do pracy w statku powietrznym – najczęściej w samolocie, śmigłowcu, wiatrakowcu lub sterowcu.

## Specyfika
Silnik lotniczy powinien się charakteryzować wieloma cechami, w tym:
- Lekkość konstrukcji. Aby zmniejszyć masę konstrukcji stosuje się:
  - Niższe tłoki, krótsze korbowody niż w silnikach samochodowych – obniżając przy tym samym wysokość silnika ułatwiają jego zabudowę.
  - Stosowanie materiałów o mniejszej gęstości i większej wytrzymałości np. stopy glinu i magnezu, kompozyty.
  - Wielocylindrowość, celem dobrego wyrównoważenia silnika[1].
  - Dość znaczne wysilenie – co uzyskuje się poprzez wysokie obroty pracy, wysokie Pe – co z kolei wymusza użycie paliw (głównie benzyna, ale też i olej napędowy) o wysokiej jakości (wysoka liczba oktanowa, ew liczba cetanowa), wysokiej jakości oleje silnikowe mające dobre parametry smarne w szerokim zakresie temperatur.
  - Lekkie układy rozruchowe – często oparte na urządzeniach bezwładnościowych (koło zamachowe w układzie rozrusznika, czasem rozruch pneumatyczny)
  - Brak koła zamachowego silnika (rolę tę pełni śmigło).
- Przystosowanie do pracy w różnych położeniach. Z powodu manewrów jakie w trzech wymiarach wykonuje samolot, silnik jego musi być przygotowany na tego typu manewry poprzez:
  - Układ smarowania zapewniający pracę pompy oleju i smarowanie istotnych elementów silnika.
  - Układ zasilania zapewniający z jednej strony dostarczanie do silnika nieprzerwanie paliwa, z drugiej zaś strony ma zapobiegać nadmiernemu przelewaniu się paliwa w zbiornikach, zapewnienia odpowiedniego odpowietrzania i zabezpieczenia przed wylaniem paliwa podczas lotu.
  - Układ chłodzenia zapewniający bądź szczelność i równomierność chłodzenia cieczą, bądź wymagany przepływ powietrza chłodzącego żeberka bloku cylindra i głowicy (wyjątkowo spotyka się silniki o bloku chłodzonym powietrzem, a głowicy chłodzonej cieczą). Do tego układy żaluzji zapobiegające wychłodzeniu silnika podczas lotu zniżającego z minimalną mocą, odpowiednie ciecze posiadające wysoką temperaturę wrzenia w obniżonym ciśnieniu atmosferycznym – dla zmniejszenia rozmiarów, masy i oporów chłodnicy.
  - Uszczelnienie silnika zapobiegające wypływowi cieczy eksploatacyjnych na zewnątrz.

- Przystosowanie do pracy na różnych wysokościach. Ponieważ statek powietrzny może mieć wysoki pułap lotu, gdzie ciśnienie atmosferyczne jest znacznie niższe niż na poziomie morza – zazwyczaj zaopatruje się go w różnorodne, czasem wyrafinowane sposoby układów doładowania aby zmniejszyć spadek mocy w miarę wzrostu wysokości lotu. Najczęściej stosuje się:
  - Sprężarki (najczęściej odśrodkowe).
  - Turbosprężarki.
  - Układy złożone (pierwszym stopniem jest turbosprężarka, drugim sprężarka odśrodkowa) czasem dodatkowo ładunek przechodzi przez chłodnicę (intercooler - np. niektóre odmiany silnika Pratt & Whitney R-2800).

- Niezawodność i pewność pracy. Aby zmniejszyć ryzyko przerwania pracy podczas lotu stosuje się:
  - Po dwie świece zapłonowe na każdy cylinder.
  - Dwa układy zapłonowe działające niezależnie od siebie.
  - Bada się podczas oblotów temperatury elementów składowych silnika, celem sprawdzenia efektywności jego chłodzenia i zmniejszenia ryzyka pożaru i zatarcia.
  - Stosuje lekkie lecz wydajne układy chłodzenia oleju silnikowego
  - Filtry powietrza wyposaża się w układy podgrzewające i chroniące przed oblodzeniem układów dopływu powietrza do silnika.
  - Rozbudowane układy kontrolno-pomiarowe pozwalające monitorować parametry pracy silnika i poziom paliwa podczas lotu.

- Wysoką wydajność napędową. Silnik tłokowy nie wytwarza ciągu – do jego wytworzenia używa się śmigła, które musi pracować w optymalnym dla siebie zakresie obrotów. Aby pogodzić to z wysoką prędkością obrotową silnika, stosuje się reduktor obrotów zmniejszający obroty śmigła i pozwalający na jego większą średnicę – co zwiększa ciąg śmigła.

Zdecydowany prymat w konstrukcjach lotniczych silników tłokowych wiodą silniki pracujące w obiegu czterosuwowym i zapłonem iskrowym, do rzadkości należą silniki o zapłonie samoczynnym (z uwagi na większą masę) a także silniki dwusuwowe – z uwagi na zwiększone zużycie paliwa i generowany hałas.

## Zalety
Silnik lotniczy tłokowy charakteryzuje się następującymi zaletami:
- Krótki czas reakcji silnika na żądanie zwiększenia lub zmniejszenia mocy.
- Lepsze możliwości wytłumienia hałasu w stosunku do innych silników lotniczych.
- Łatwość zabudowy silnika w płatowcu.
- Łatwość serwisowania.

## Wady
Silnik lotniczy tłokowy ma też i wady. Do najważniejszych można zaliczyć:
- Duża liczba części silnika podlegających częstej kontroli (układ zapłonowy, zasilania, smarowania, rozrządu) – duża czasochłonność obsługi bieżącej silnika.
- Znaczny przyrost masy i złożoności konstrukcji w miarę wzrostu mocy
- Duża zależność osiągów od pułapu lotu (z tego względu stosowane są różnorodne formy doładowania, które podnoszą masę i skomplikowanie konstrukcji)
- Duża średnica śmigła w przypadku dużej mocy silnika.

Z tego powodu lotniczy silnik tłokowy jest najchętniej stosowany przy niedużym zapotrzebowaniu na moc – np. w samolotach szkolnych, akrobacyjnych, samolotach aeroklubowych (holowanie szybowców) ew. rolniczych – wszędzie tam gdzie wystarczą małe i średnie moce, nie jest wymagany wysoki pułap lotu, a zalety silnika są szczególnie istotne.

## Historia
Historycznymi lotniczymi silnikami tłokowymi są:
- silniki rotacyjne,
- silniki w nietypowych układach cylindrów np. układ X (dwa widlaste ze wspólnym wałem, układ H (dwa płaskie z dwoma wałami i wyprowadzeniem przez koło zębate na wał śmigła), układ W (trójrzędowy ze wspólnym wałem)
- Silniki bardzo dużej mocy (rozbudowane układy poczwórnej gwiazdy, podwójna gwiazda z układem odzysku energii gazów spalinowych).

## Współcześnie
Współcześnie lotnicze silniki tłokowe spotyka się głównie w samolotach: szkolnych, akrobacyjnych, małych samolotach dyspozycyjnych, rolniczych, motoszybowcach, sporadycznie w śmigłowcach np. Robinson R22, Robinson R44. Dysponowane moce wynoszą od kilkudziesięciu KM do 1000 KM (silnik ASz-62IR). Silniki o mocach rzędu do 400 KM są najczęściej w układzie płaskim (6 cylindrów), rzędowym R6, rzadziej rzędowym R4, płaski 4 cylindry. Spotyka się też i silniki gwiazdowe, np. AI-14 o mocy 260 KM. W większych mocach dominują silniki gwiazdowe (7 lub 9 cylindrów).

## Zdjęcia

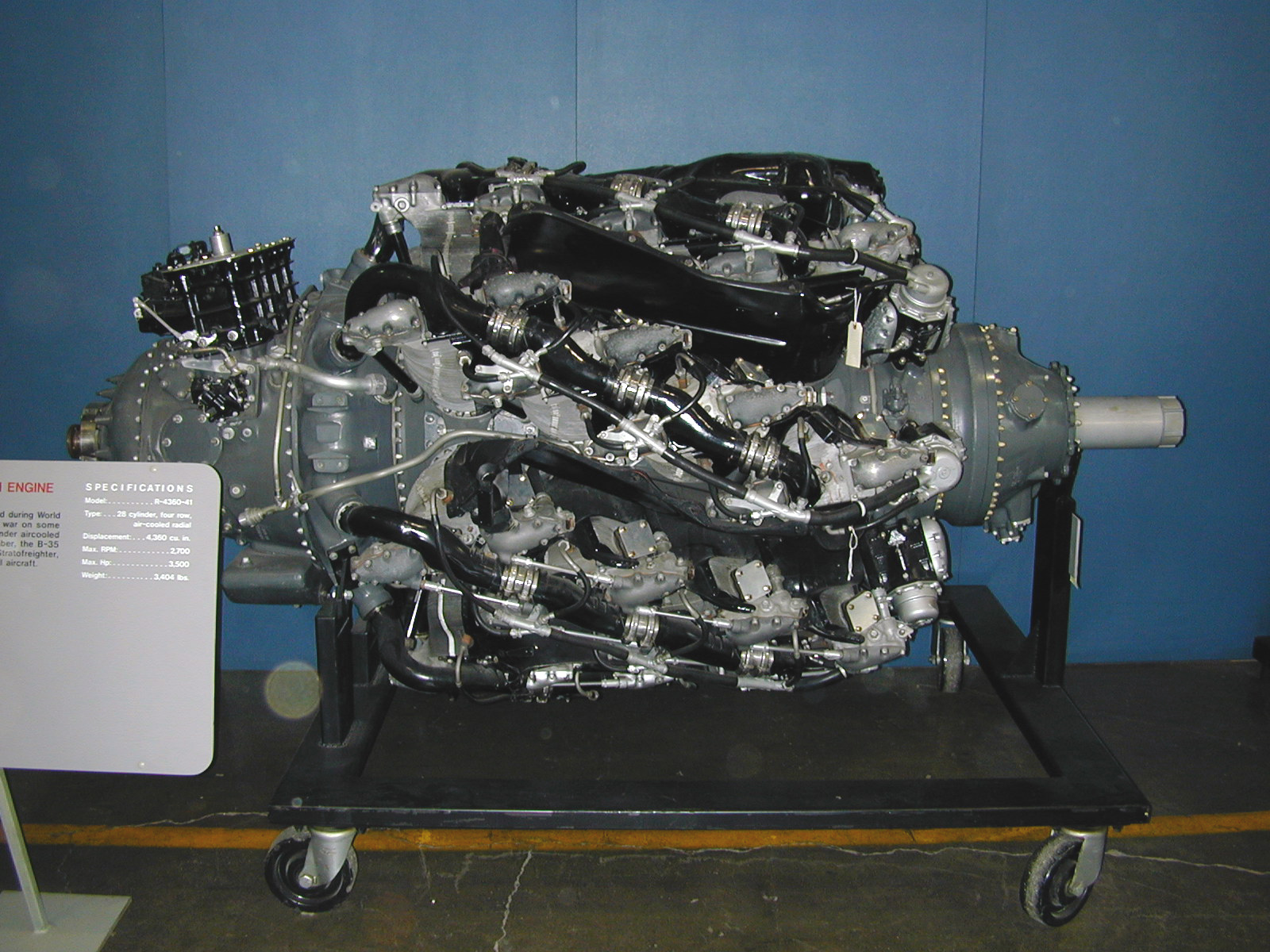
Jeden z największych silników Pratt & Whitney R-4360 (poczwórna gwiazda, 28 cylindrów) stosowany np. w Boeing 377 Stratocruiser
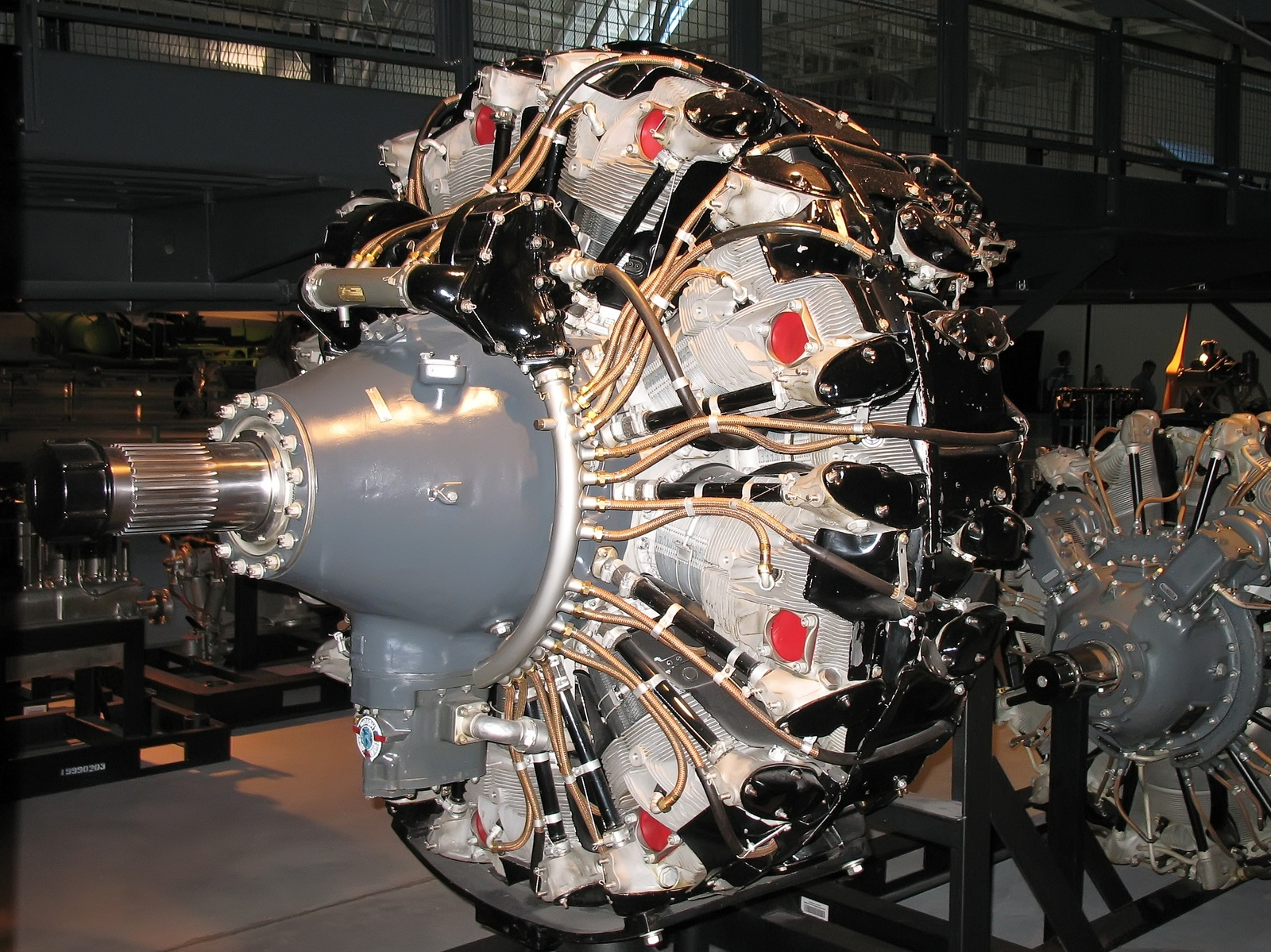
Wright Cyclone GR 3350 (18 cylindrów, podwójna gwiazda, stosowany np. w Lockheed Constellation, Douglas DC-7
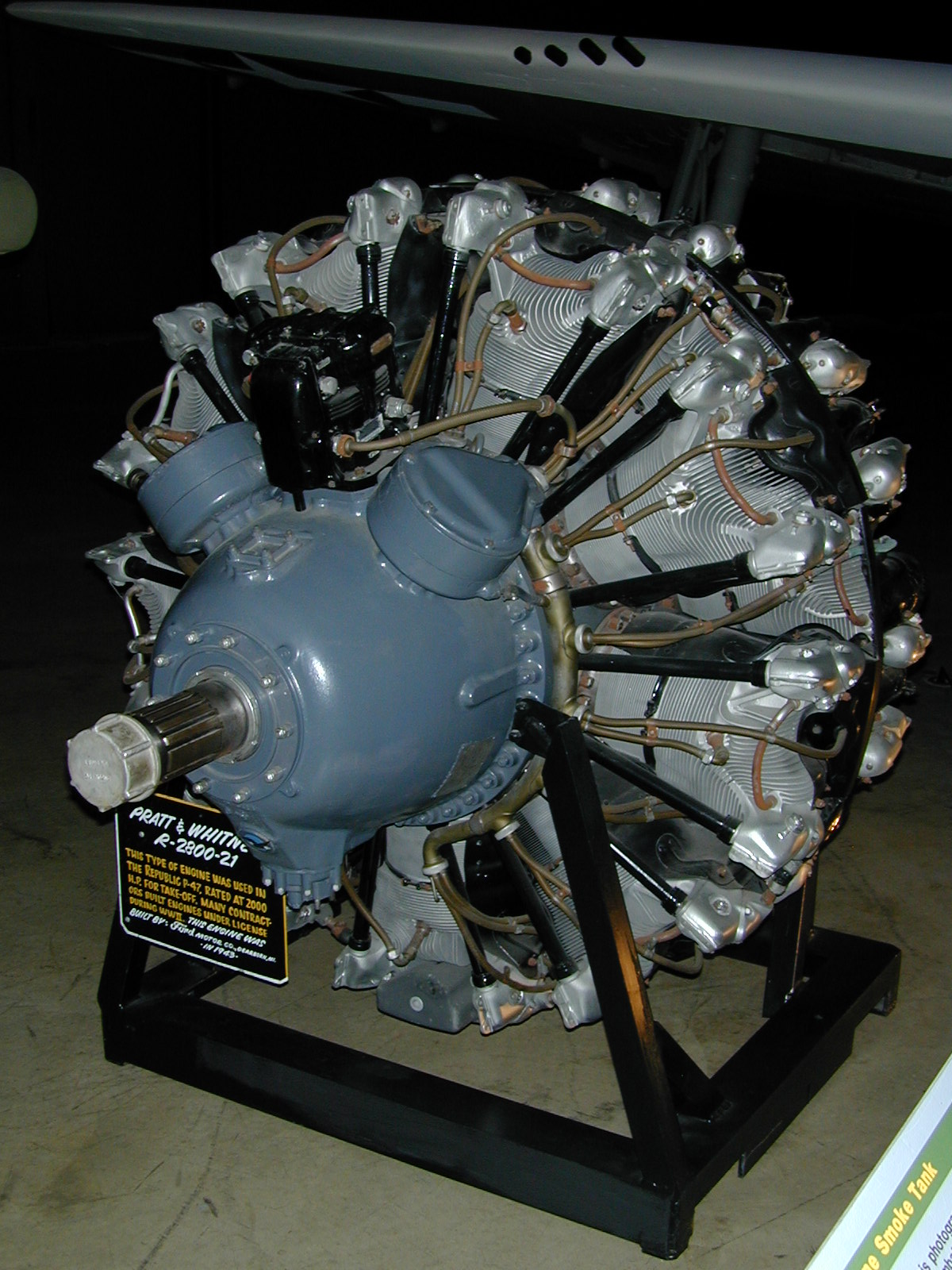
Pratt & Whitney R-2800 (14 cylindrów, podwójna gwiazda, stosowany np. w P-47
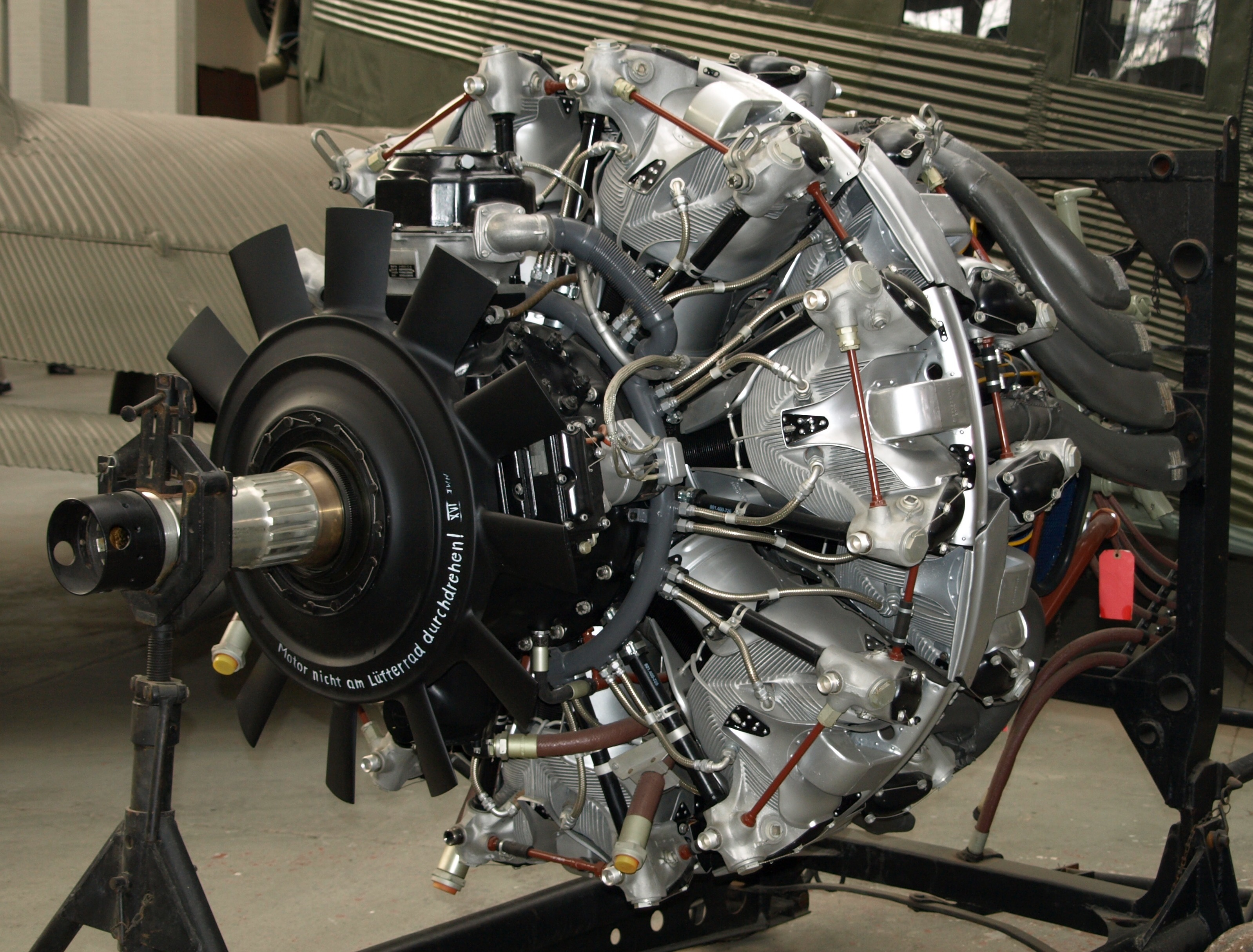
BMW 801D (14 cylindrów, podwójna gwiazda), stosowany np. w Fw 190
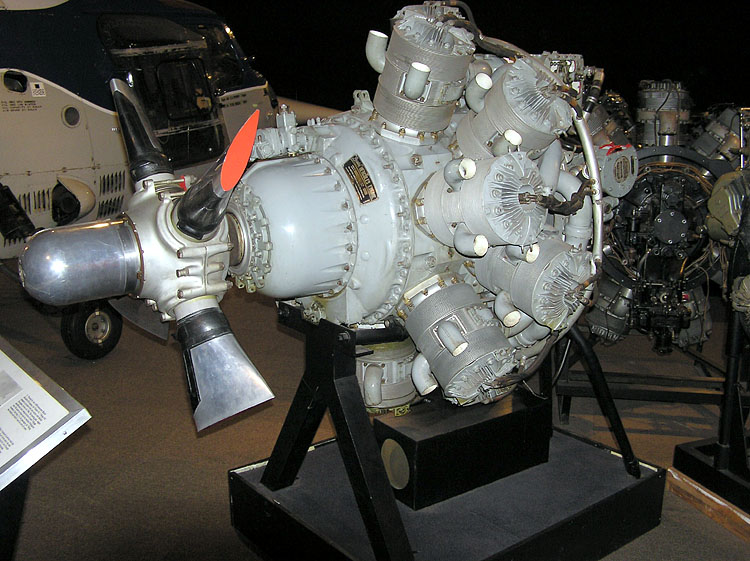
(Bristol Hercules 14 cylindrów, podwójna gwiazda, rozrząd Knighta) stosowany np. w samolocie Vickers Wellington Mk.X
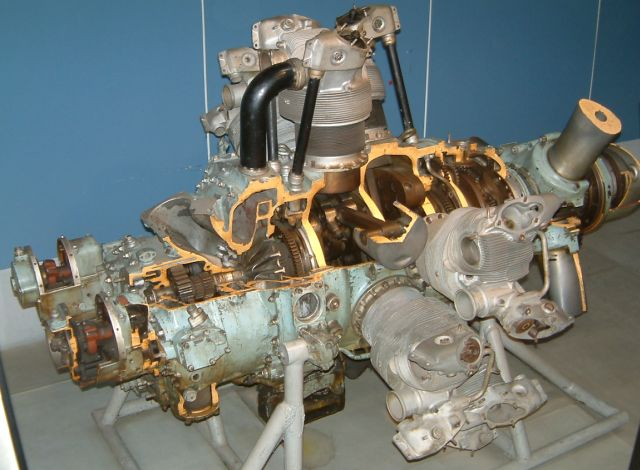
Pratt & Whitney R-1830 (14 cylindrów, podwójna gwiazda) stosowany np. w samolocie C-47
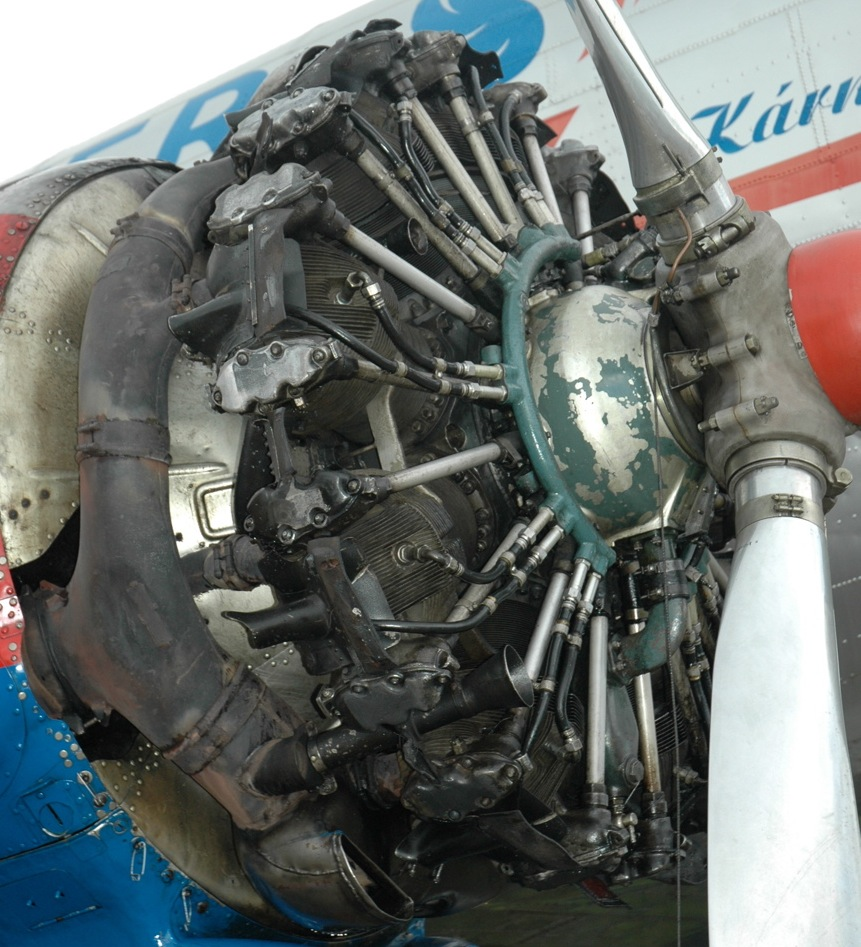
ASz-62IR (gwiazda, 9 cylindrów) w samolocie Li-2
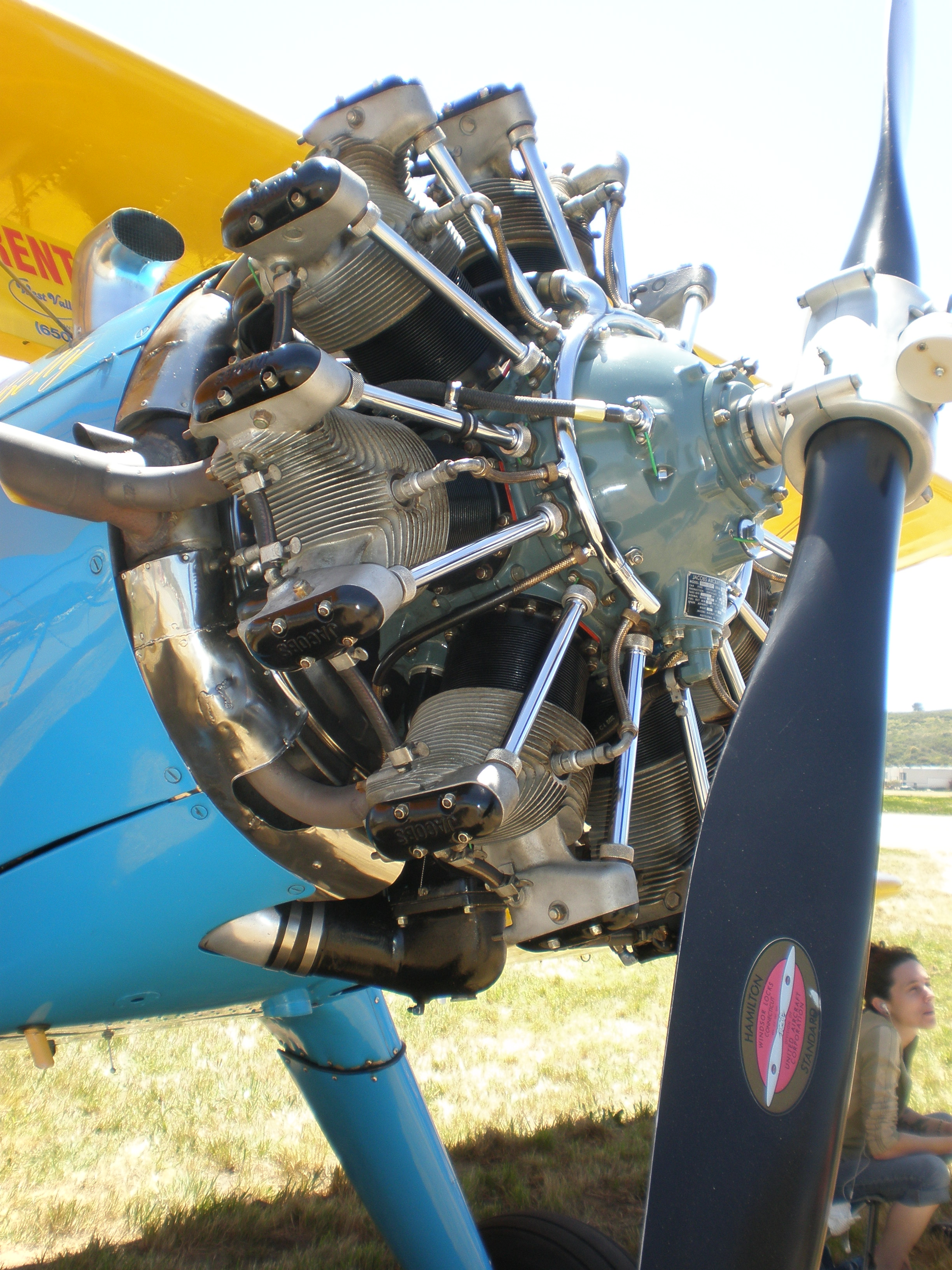
Jacobs R-755 (gwiazda, 7 cylindrów) z samolotu np. Cessna AT-17 Bobcat
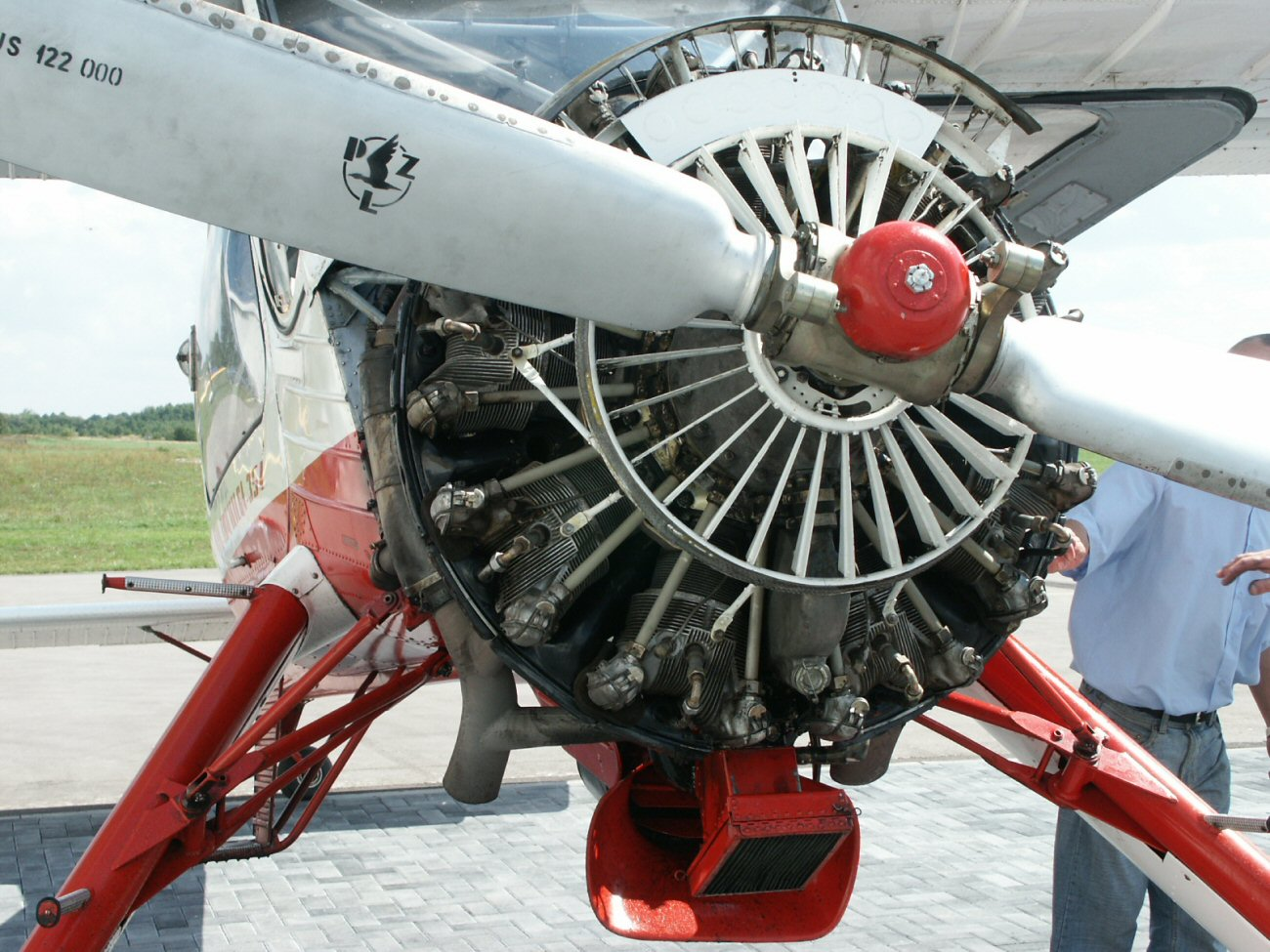
AI-14 (gwiazda, 9 cylindrów) z samolotu PZL-104
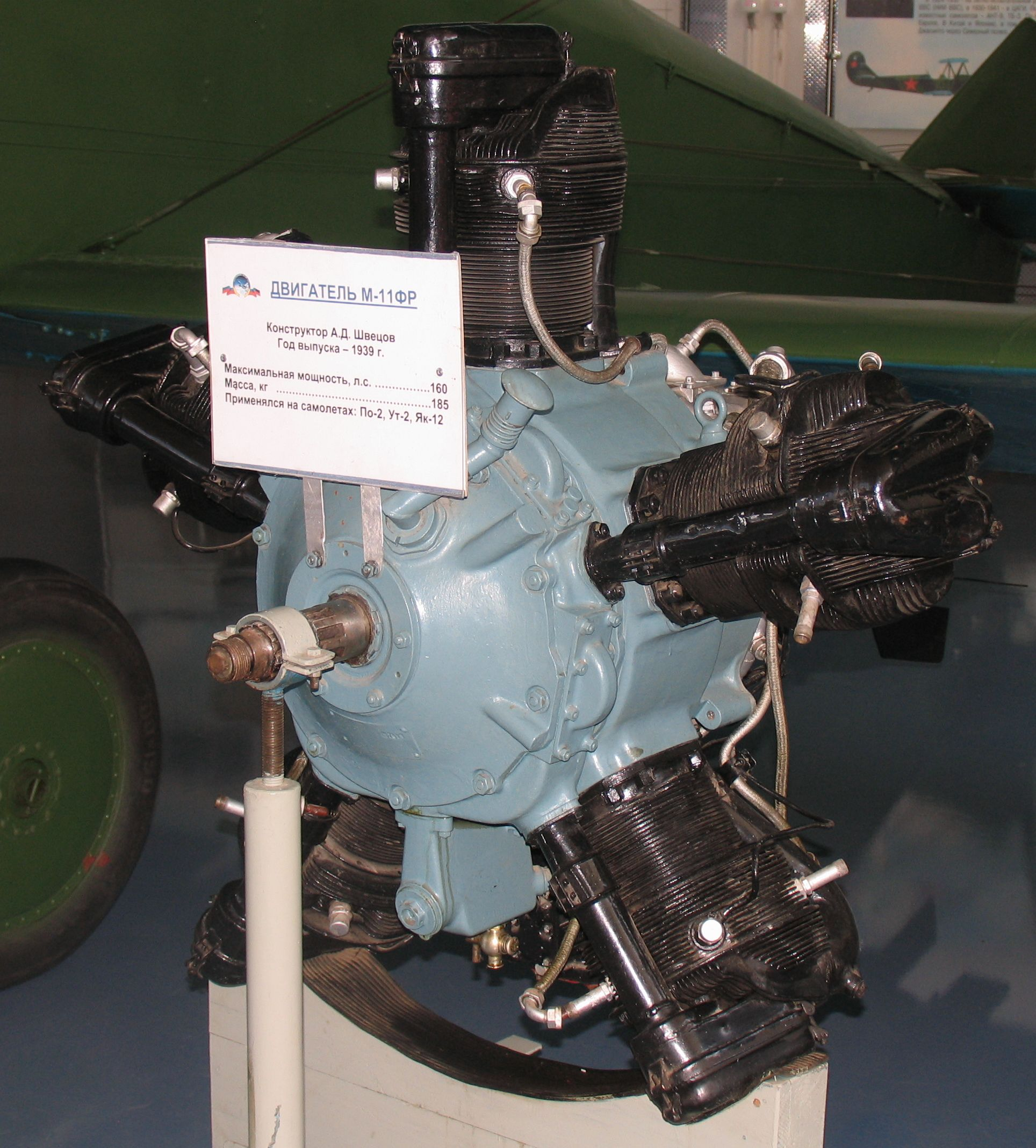
Prosty silnik M-11FR (gwiazda, 5 cylindrów) stosowany np. Jak-18, LWD Junak
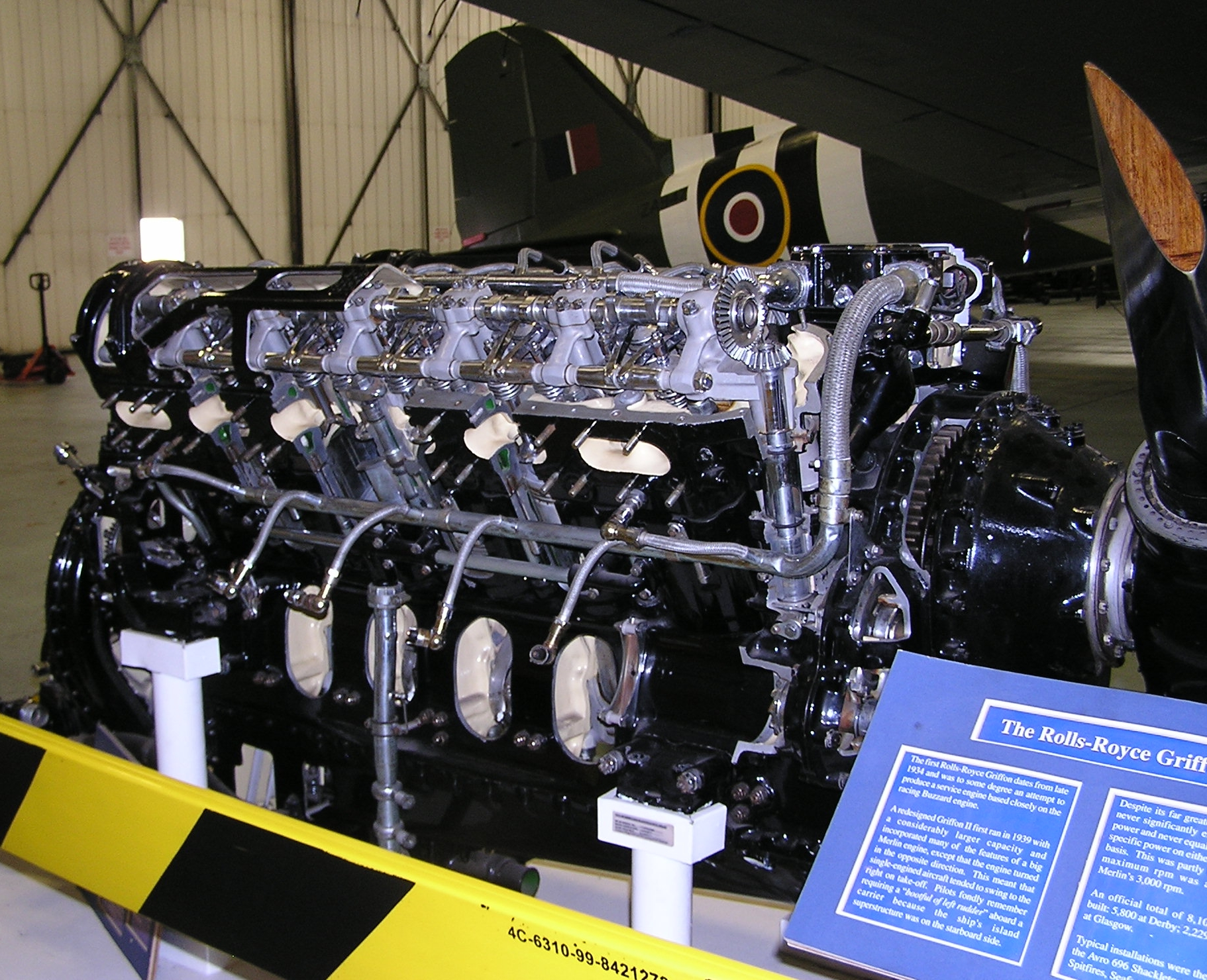
Rolls-Royce Griffon (12 cylindrów, silnik widlasty chłodzony cieczą) z samolotu np. Supermarine Spitfire Mk XVIII
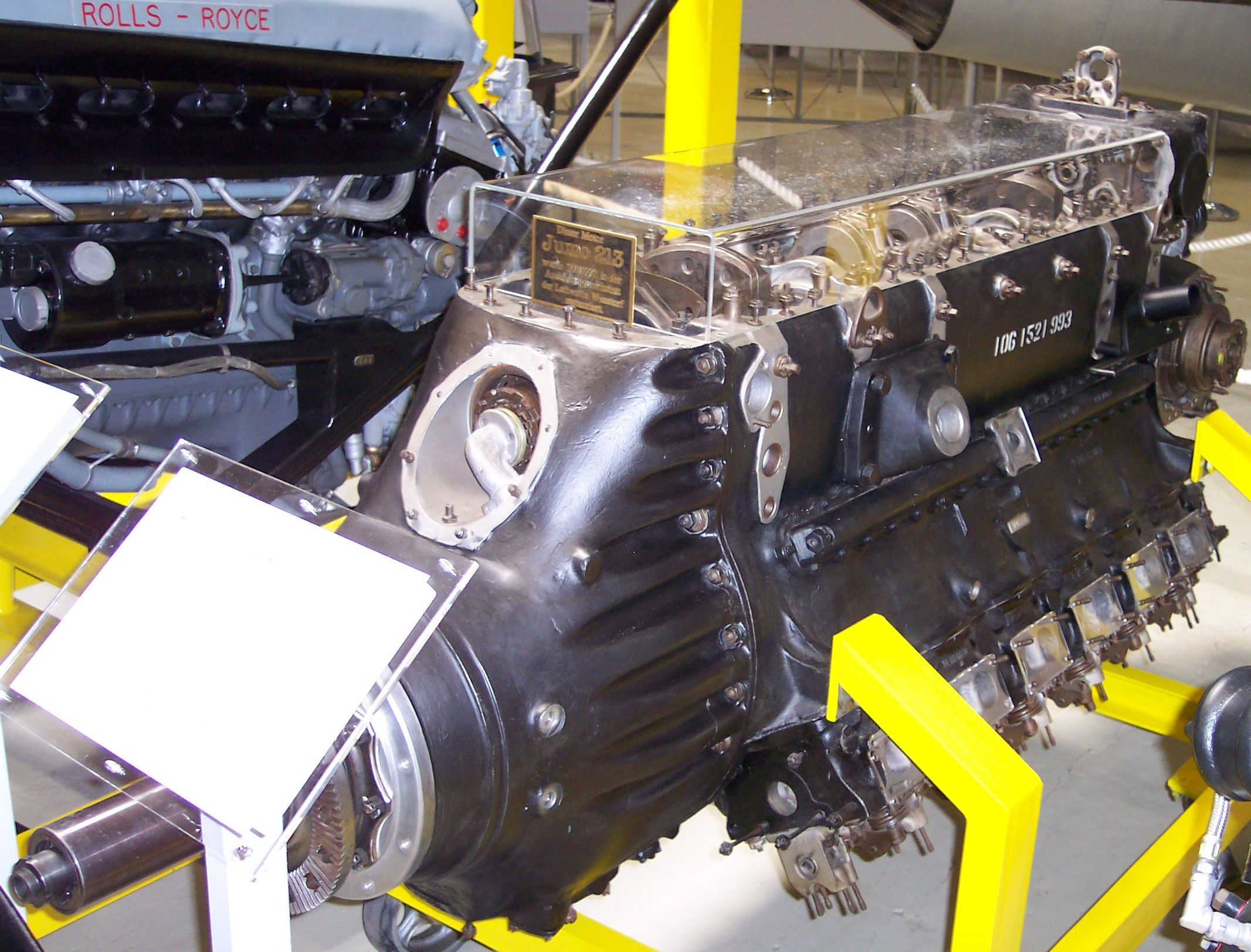
Jumo 213 (12 cylindrów, silnik widlasty chłodzony cieczą) z samolotu np. Focke-Wulf Ta 152
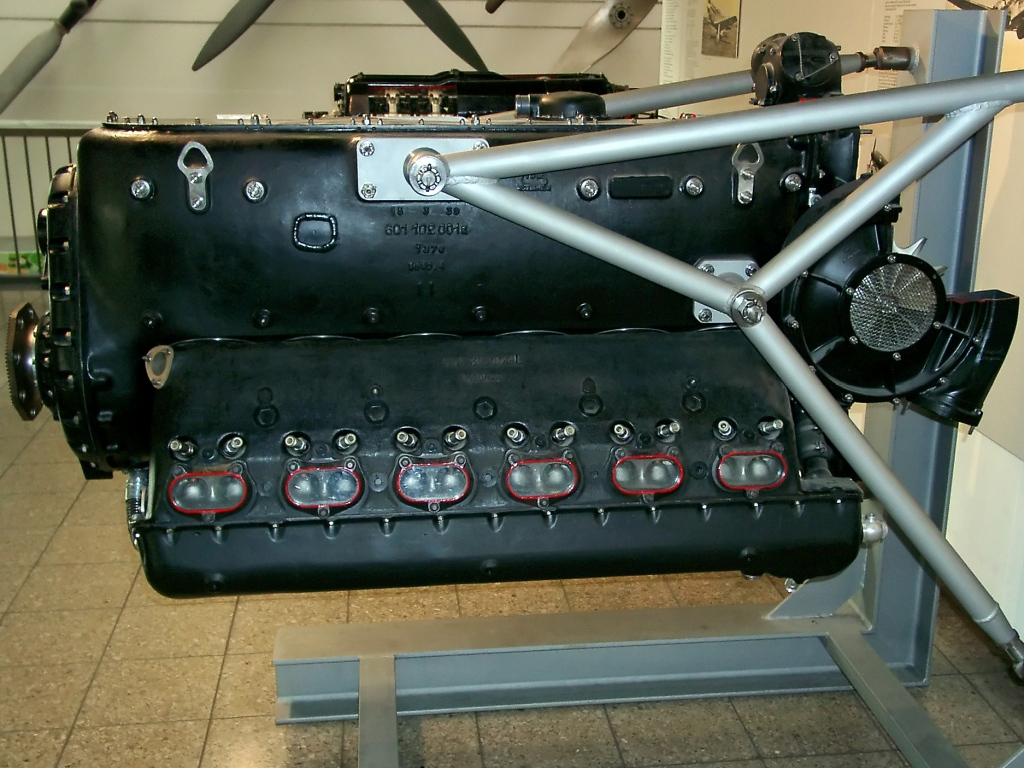
DB 601A (12 cylindrów, silnik widlasty chłodzony cieczą) z samolotu np. BF 109-E1
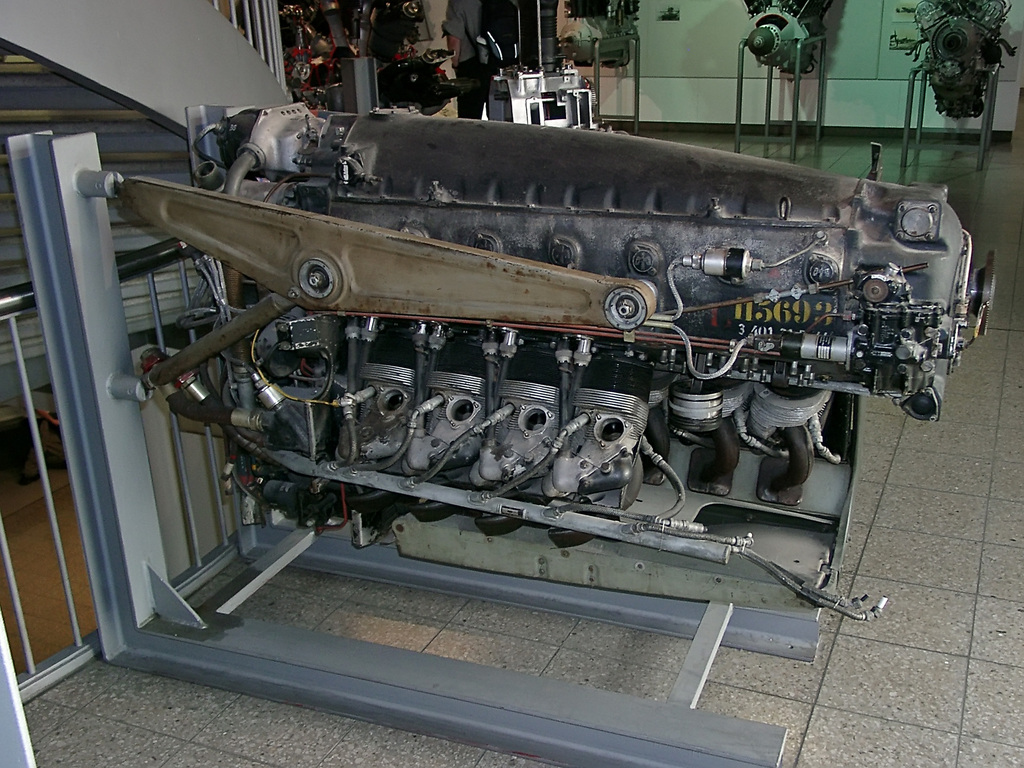
Argus As 411 (12 cylindrów silnik widlasty chłodzony powietrzem z samolotu np. Focke-Wulf Fw 189, czy polskim CSS-12 (prototyp)
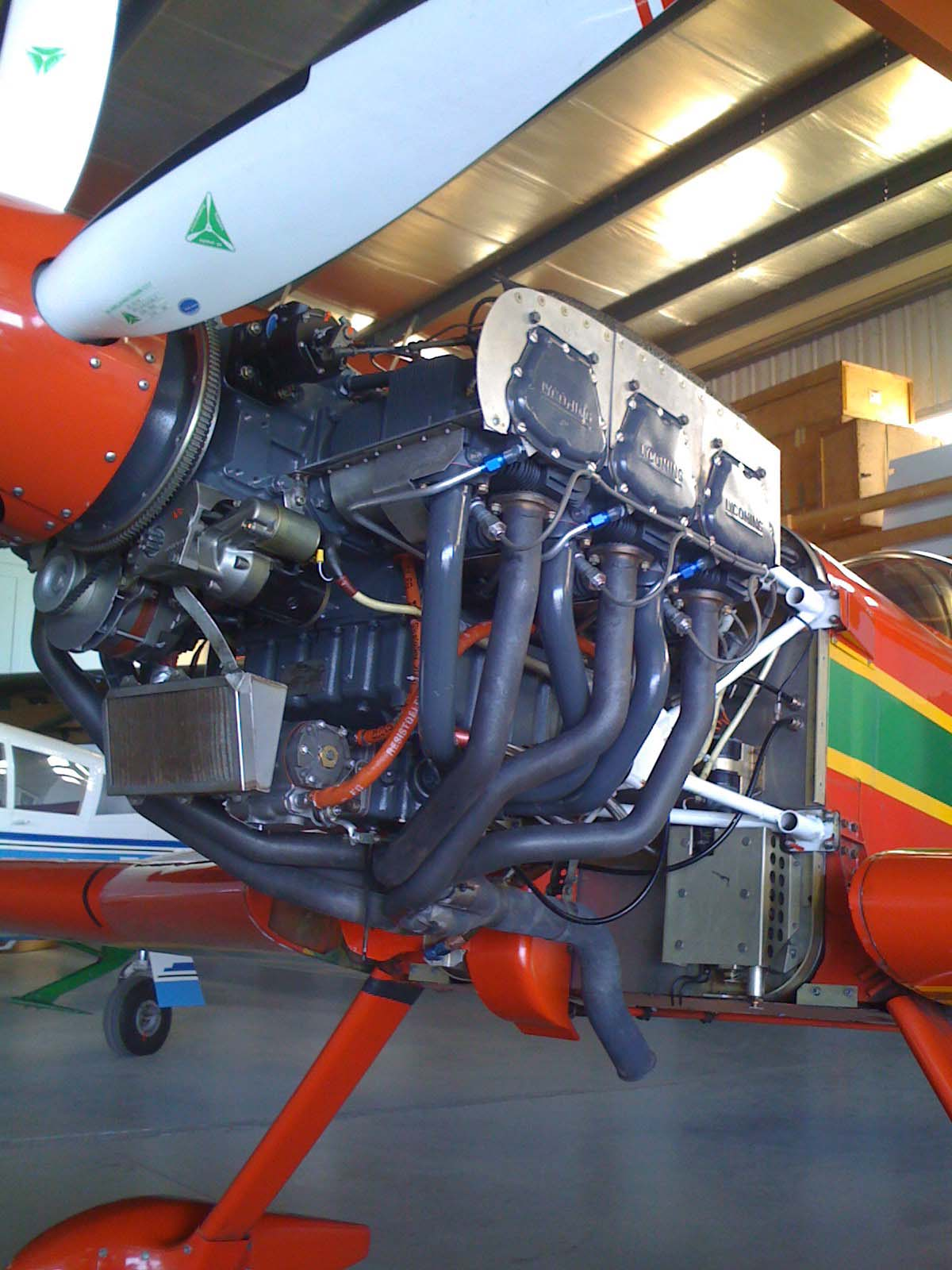
Lycoming O-540 (6 cylindrów, układ płaski, chłodzony powietrzem) np. z samolotu akrobacyjnego CAP 230, śmigłowca Robinson R44
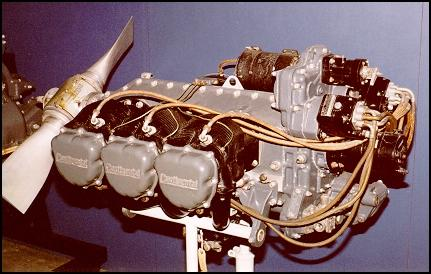
Continental O-470 (6 cylindrów, układ płaski, chłodzony powietrzem do samolotu np. Cessna 180
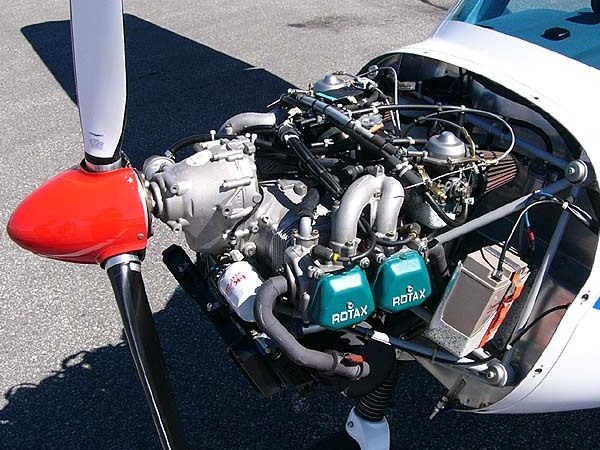
Rotax 912 płaski 4 cylindry, chłodzony powietrzem, stosowany np. w samolocie 3Xtrim, Aero AT-3
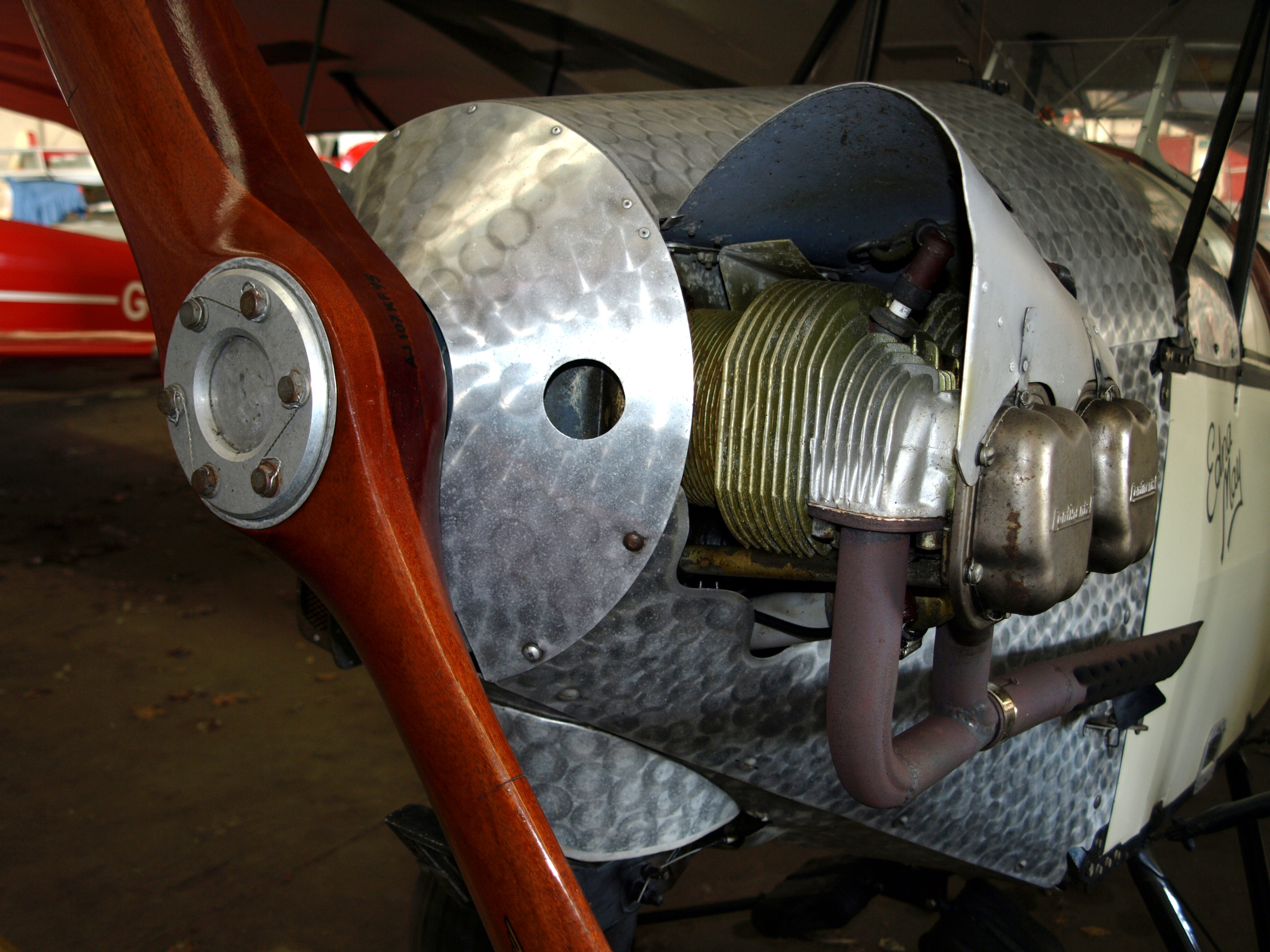
Continental A65 (prosty silnik płaski, 4 cylindry, chłodzony powietrzem z samolotu Piper Cub